# ماهیما چودری
ماهیما چودری (به هندی: महिमा चौधरी) بازیگر و مدل سابق هندی است. وی بعد از بازی در اولین فیلمش جایزهٔ بهترین بازیگر تازه‌وارد را گرفت.

## فیلم‌شناسی
| سال  | فیلم                             | نقش                  | بازیگر نقش مقابل               |
| ---- | -------------------------------- | -------------------- | ------------------------------ |
| ۱۹۹۷ | سرزمین بیگانه                    | کوسوم گانگو          | شاهرخ خان                      |
| ۱۹۹۹ | به دل بگو چه کار کنه             | کاویتا               | اجی دیوگن                      |
| ۱۹۹۹ | عشق بازی نیست                    | نیشا                 | سانی دئول                      |
| ۱۹۹۹ | لکه: آتش                         | کاجری ورما/کاجال     | سانجی دات                      |
| ۲۰۰۰ | تپش قلب                          | شیتال ورما           | آکشی کومارسونیل شتی            |
| ۲۰۰۰ | جنگ افسانه‌ها                     | آنجلی                | سانجی دات                      |
| ۲۰۰۰ | بازیکن ۴۲۰                       | ریتو                 | آکشی کومار                     |
| ۲۰۰۰ | دیوانه                           | پوجا                 | اجی دیوگن                      |
| ۲۰۰۱ | اینجا خانه شماست،این خانه من است | ساراسواتی            | سونیل شتی                      |
| ۲۰۰۱ | بیمناکی                          | ‌مایتیلی              | اجی دیوگن                      |
| ۲۰۰۲ | قلبم متعلق به توست               | نیمی                 | آرجون رامپال                   |
| ۲۰۰۲ | سه برادر                         | عایشا                | آنیل کاپورفردین خانآبیشک باچان |
| ۲۰۰۳ | سایه                             | تانیا                | جان آبراهام                    |
| ۲۰۰۳ | به نام تو                        | حضور افتخاری         |                                |
| ۲۰۰۳ | لوک کارگیل                       | رینا یادا            |                                |
| ۲۰۰۳ | باغبان                           | آرپیتا آلوک مالهوترا | سلمان خان                      |
| ۲۰۰۴ | دوباره                           | دکتر آنجلی سگال      | جکی شروف                       |
| ۲۰۰۵ | سحر                              | آنامیکا کنت          | آرشاد وارسی                    |
| ۲۰۰۵ | حیطه آتش                         | سوپریا ماهشواری      | اجی دیوگن                      |
| ۲۰۰۵ | تحویل در منزل                    | مایا                 |                                |
| ۲۰۰۵ | باگماتی                          |                      |                                |
| ۲۰۰۵ | فیلم                             | سوشمیتا بانرجی       |                                |
| ۲۰۰۵ | بیا چیزی شیرین داشته باشیم       | گلاب خان             | آرشاد وارسی                    |
| ۲۰۰۶ | ساندویچ                          | سوییت سینگ           | گوویندا                        |
| ۲۰۰۶ | زن دوم: زنی دیگر                 | میتالی سینگ          | شاکتی کاپور                    |
| ۲۰۰۶ | زمانه پرپیچ و تاب است            | آنجلی                |                                |
| ۲۰۰۶ | Hope and a Little Sugar          | سالونی               |                                |
| ۲۰۰۶ | Sarhad Paar                      | سیمران               | سانجی دات                      |
| ۲۰۰۶ | Mr 100%                          |                      |                                |
| ۲۰۰۸ | گمنام: راز                       | ریا                  |                                |
| ۲۰۱۳ | Mumbhaii - The Gangster          | همسر گنگستر          | سانجای کاپور                   |
| ۲۰۱۴ | کانچی: شکست‌ناپذیر                | حضور افتخاری         |                                |
| ۲۰۱۶ | شکلات تلخ                        | ایشانی بانرجی        |                                |